# Overloop van Zierikzee
De Overloop van Zierikzee is een betonde vaargeul in de Oosterschelde in de provincie Zeeland die west van en evenwijdig aan de Zeelandbrug loopt. De Overloop van Zierikzee loopt (richting ongeveer noordoost-zuidwest) van het knooppunt van de Roompot met het Havenkanaal naar Zierikzee aan de noordoostkant, naar het knoopunt van de betonde vaargeul Schaar van Colijnsplaat met de betonde vaargeul Oosterschelde en Engelsche Vaarwater aan de zuidwestkant.
Het water is zout en heeft een getij. West van het Overloop van Zierikzee ligt een ondiepte de Vuilbaard. 
De Overloop van Zierikzee is te gebruiken voor schepen tot en met CEMT-klasse VIb.
De Overloop van Zierikzee is onderdeel van het Nationaal Park Oosterschelde en valt binnen het Natura 2000-gebied Oosterschelde.